# Felimida norrisi
Felimida norrisi is een slakkensoort uit de familie van de Chromodorididae. De wetenschappelijke naam van de soort is voor het eerst geldig gepubliceerd in 1963 door Farmer.